# Морган (Техас)
Морган (англ. Morgan) — місто (англ. city) в США, в окрузі Боскі штату Техас. Населення — 454 особи (2020).

## Географія
Морган розташований за координатами 32°0′57″ пн. ш. 97°36′22″ зх. д. / 32.01583° пн. ш. 97.60611° зх. д. (32.015936, -97.606093).  За даними Бюро перепису населення США в 2010 році місто мало площу 1,93 км², з яких 1,92 км² — суходіл та 0,01 км² — водойми.

## Демографія
Згідно з переписом 2010 року, у місті мешкало 490 осіб у 163 домогосподарствах у складі 120 родин. Густота населення становила 254 особи/км².  Було 203 помешкання (105/км²).
Расовий склад населення:
| - 87,6 % — білих - 1,0 % — корінних американців - 8,6 % — осіб інших рас |

До двох чи більше рас належало 2,9 %. Частка іспаномовних становила 39,4 % від усіх жителів.
За віковим діапазоном населення розподілялося таким чином: 32,7 % — особи молодші 18 років, 54,4 % — особи у віці 18—64 років, 12,9 % — особи у віці 65 років та старші. Медіана віку мешканця становила 30,5 року. На 100 осіб жіночої статі у місті припадало 103,3 чоловіків;  на 100 жінок у віці від 18 років та старших — 91,9 чоловіків також старших 18 років.
Середній дохід на одне домашнє господарство  становив 48 030 доларів США (медіана — 35 833), а середній дохід на одну сім'ю — 46 673 долари (медіана — 33 438). Медіана доходів становила 30 625 доларів для чоловіків та 22 917 доларів для жінок. За межею бідності перебувало 29,8 % осіб, у тому числі 33,8 % дітей у віці до 18 років та 34,9 % осіб у віці 65 років та старших.
Цивільне працевлаштоване населення становило 245 осіб. Основні галузі зайнятості: роздрібна торгівля — 19,6 %, освіта, охорона здоров'я та соціальна допомога — 17,6 %, виробництво — 14,7 %.